# Раса (биология)
Ра́са — система популяций в пределах одного вида, имеющая генетические и морфологические отличия от других подобных ей. Появление морфологически разных популяций является результатом микроэволюции и ведёт к видообразованию. Сейчас термин «раса» не является строгим инфравидовым таксономическим рангом. Часто понятия биогеографическая раса (географическая) и (реже) экологическая раса отождествляются с подвидом. Также часто отождествляются понятия экологическая раса и экотип. При образовании географических и экологических рас действуют соответственно механизмы аллопатрического (географического) и симпатрического (экологического) видообразования.
Эрнст Майр считает, что подвиды — географические расы, таксономически достаточно различные для выделения в этот ранг, то есть географическая раса — система популяций более низкого ранга по отношению к подвиду, подвид же является расой, значительно отличающейся от остальных подобных ей.

## Хромосомные расы
Хромосомные расы животных или растений — популяции, имеющие общие видовые признаки и способные скрещиваться, однако имеющие различия в строении или числе хромосом. Хорошо изучены хромосомные расы многих видов грызунов и насекомоядных. Так, хромосомные расы возникли в результате робертсоновских транслокаций у домовой мыши (Mus musculus).

## Расы в зоологии

### «Расы» медоносной пчелы
Описано около 30 подвидов медоносной пчелы Apis mellifera, которые пчеловоды иногда называют расами (географическими) или породами. Они различаются поведением и морфологией. «Расовую принадлежность» пчелиной семьи можно определить и биоакустически, так как каждая раса издаёт характерный только для неё звук.

## Расы в ботанике
В ботанике также существуют различные толкования термина. Термин был введён в первой половине XIX века. Альбрехт Рот и Огюстен Декандоль понимали его как альтернативу рангу подвида, примерно соответствующему современному пониманию разновидности. В селекции растений сорта также иногда называют расами.
По мнению Ю. Д. Соскова:
- подвид у определённых видов часто отождествляется с географической расой, иногда с экологической; подчиняется «закону дивергенции Чарльза Дарвина»[5][6].
- разновидность (лат. varietas), то же, что и экотип по Г. Турессону (1922) и Е. Н. Синской (1948), по В. Л. Комарову (1944) — топографическая разность, то есть экологическая раса, подчиняется принципу конкурентного исключения Г. Ф. Гаузе.